# Внуковский, Аполлинарий
Аполлина́рий Внуко́вский (пол. Apolinary Wnukowski; 23 июля 1848, Хотин — 21 мая 1909, Санкт-Петербург) — российский католический епископ, двенадцатый архиепископ могилёвский.

## Биография
Родился в 1848 году, в 1865 году поступил в семинарию Каменец-Подольского, которая через год была закрыта. Продолжил обучение в Житомире и Петербурге (Императорская Римско-католическая духовная академия). Духовную академию в столице закончил со степенью магистра богословия. 15 июня 1872 года рукоположен в священники, служил профессором, а затем ректором Житомирской духовной семинарии.
24 апреля 1904 года назначен епископом Плоцка. Епископская хиротония состоялась 13 ноября 1904 года.
В 1905 году скончался митрополит могилёвский Ежи Шембек, однако кандидатуру нового митрополита долгое время не удавалось согласовать из-за общественно-политической неразберихи в России, связанной с революцией 1905 года. Администратором митрополии в 1905—1908 годах не в первый и не в последний раз служил епископ Стефан Денисевич.
Наконец 16 июня 1908 года новым архиепископом-митрополитом Могилёвским был назначен Аполлинарий Внуковский. Российское правительство утвердило это назначение. 23 ноября 1908 года состоялась интронизация нового митрополита в Санкт-Петербурге, однако всего через полгода после этого митрополит Внуковский скончался.
Остался в истории как человек одаренный, но тихий и болезненный, ничем особенным в управлении архиепархии не отмечен.